# Tayuban
Tayuban is een bestuurslaag in het regentschap Kulon Progo van de provincie Jogjakarta, Indonesië. Tayuban telt 1974 inwoners (volkstelling 2010).